# Piazza del Duomo (Sienne)
Pour les articles homonymes, voir Piazza del Duomo.
La Piazza del Duomo est la place de Sienne situé devant la façade de la Cathédrale Notre-Dame-de-l'Assomption de Sienne son Duomo.
Outre la place depuis les bas des marches allant jusqu'à la façade de l'Hôpital Santa Maria della Scala, elle se continue en forme de « L » sur le côté Sud par la piazza Jacopo della Quercia, et sa branche allant jusqu'au Facciatone sur l'emplacement de la nef manquante du Duomo Nuovo le projet de cathédrale gigantesque stoppé au Quattrocento par l'arrivée de la peste.
Son côté nord est bordé du Palazzo Arcivescovile.

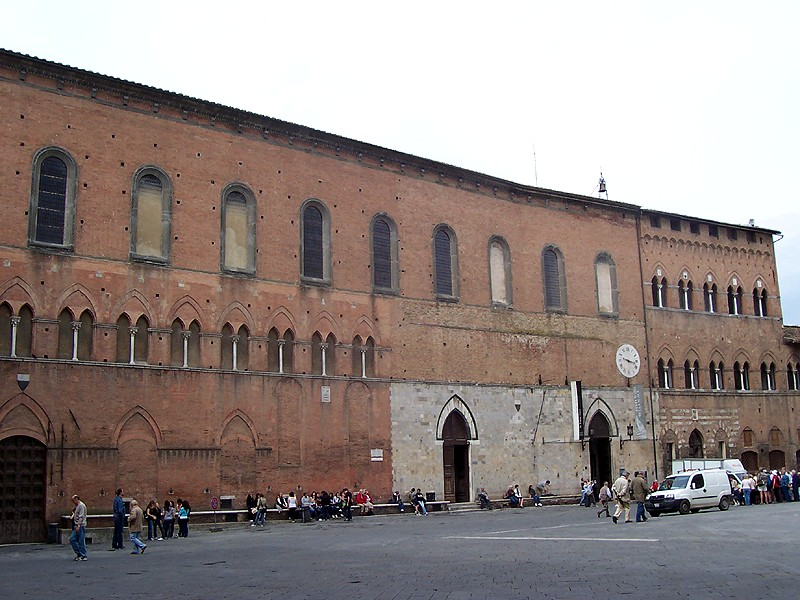
À gauche, vers la façade de Santa Maria della Scala.
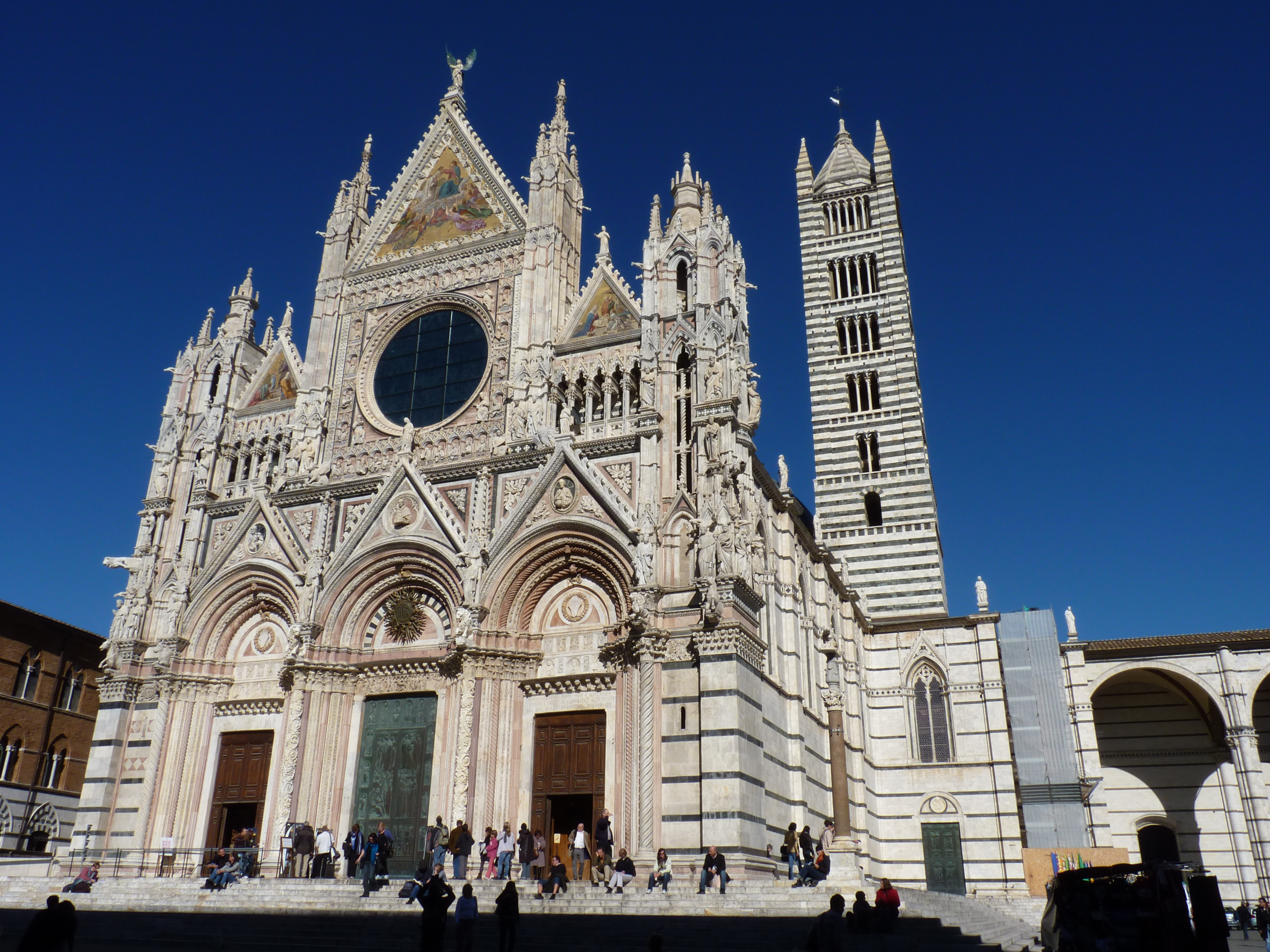
Le parvis et ses escaliers.
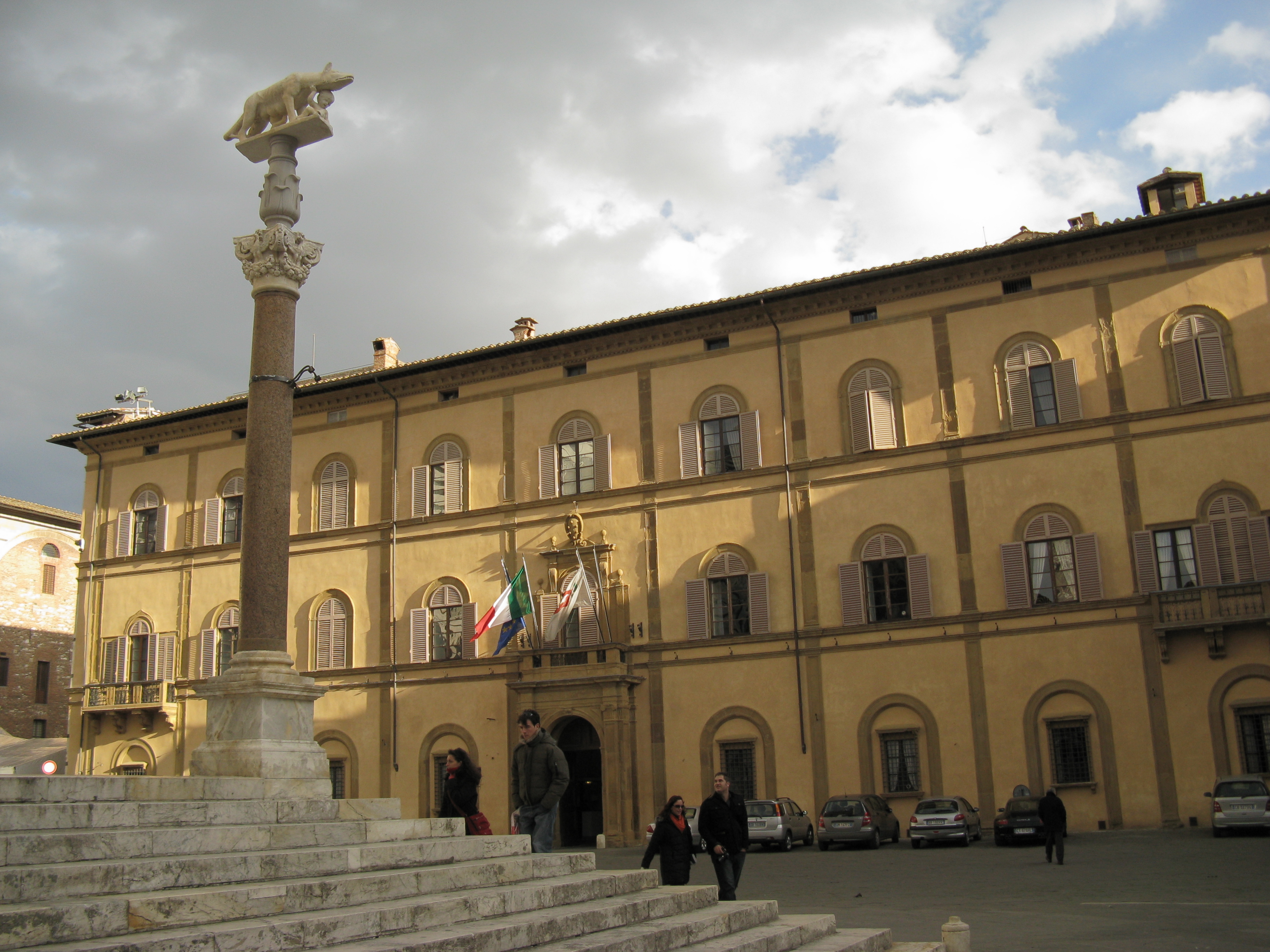
À droite, la colonne de la Lupa senese vers le Palazzo Reale.